# Водоглядовка
Водоглядовка — деревня в Дубровском районе Брянской области, в составе Пеклинского сельского поселения. Расположена в 3 км к югу от деревни Мареевка. Постоянное население с 2005 года отсутствует.
Возникла в 1920-е годы; первоначально — посёлок. До 2005 года входила в Мареевский сельсовет.
| Годы      | 1926 | 1979 | 1989 | 2002 | 2010 |
| --------- | ---- | ---- | ---- | ---- | ---- |
| Население | 43   | 55   | 26   | 3    | 0    |